# Bama (Hechi)
Bama  (en zhuang,Bahmaj Yauzcuz Swciyen; literalmente, ‘ladera caballo’ ; en chino, 巴马瑶族自治县; pinyin, Bāmǎ Yáozú zìzhìxiàn) es un condado autónomo bajo la administración directa de la Prefectura Hechi en la Región autónoma de Guangxi, República Popular China. Su área es de 1976 km² y su población total para 2020 superó los 230 mil habitantes.

## Toponimia
El nombre Bama es una transliteración china de su nombre original en idioma zhuang, "Bahmaj", adquirió ese nombre en 1528 debido a una montaña de unos 3000 msnm situada al este de la ciudad, y desde la ciudad tiene forma de caballo.
El 6 de febrero de 1956 se estableció el Condado autónomo Yao de Bama (especial para la etnia Yao), con sede en el subdistrito Bama bajo la jurisdicción de Baise; en mayo de 1965, el condado de Bama pasó a la jurisdicción de Hechi.

## Administración
Desde 2016, el condado autónomo de Bama se divide en 10 pueblos que se administran en 3 poblados y 7villas.